# جوناثان إليوت
جوناثان إليوت (بالإنجليزية: Jonathan Elliott)‏ هو ملحن أمريكي، ولد في 1962 في فيلادلفيا في الولايات المتحدة.